# Котртас
Котртас (каз. Қотыртас) — упразднённый посёлок в Темирском районе Актюбинской области Казахстана. Входило в состав Шубаркудукского сельского округа.

## Население
В 1999 году население составляло 35 человек (18 мужчин и 17 женщин).